# 教育委員長
教育委員長（きょういくいいんちょう）は、かつて存在した地方教育行政の組織及び運営に関する法律によって定められていた地方自治体（都道府県及び市町村・特別区）に設置される教育委員会の代表及び役職。2015年4月1日に施行された地方教育行政の組織及び運営に関する法律の改正に伴い、教育長に統合されて廃止された。

## 2015年まで
教育委員長は地方自治体の議会に同意を得たうえで首長に任免される5名の教育委員から互選によって選出され、委員会の代表者であり、会議における主宰者であった。教育委員長が任命される際には職務代行者が置かれていた。混同されやすい事務執行の責任者である教育長は教育委員の中から教育委員会によって任命される者で、教育委員長とは兼務できなかった。

## 2015年の法改正
地方教育行政の組織及び運営に関する法律の改正法が2015年4月1日に施行された。これにより、首長の任命責任及び第一義的な責任者を明確にすることを目的として、教育委員長の役職は廃止された。教育委員会における代表者は教育委員の互選ではなく、地方議会の同意を得たうえで首長に直接任免される教育長となった。
従来の教育委員長が有していた委員会の代表権と会議の主宰権は教育長が持つこととなった。